# Oxyopes lenzi
Oxyopes lenzi là một loài nhện trong họ Oxyopidae.
Loài này thuộc chi Oxyopes. Oxyopes lenzi được Embrik Strand miêu tả năm 1907.